# Ricemans
Ricemans was een Brits warenhuis dat oorspronkelijk gevestigd was in Deal, Kent, voordat het verhuisde naar de stad Canterbury in Kent. Later werd het onderdeel van de Fenwick-groep.

## Geschiedenis
Ricemans werd in de jaren 1960 opgericht door Fred Riceman. Ricemans had eerder in Deal, Kent, gehandeld en woonde daar al een aantal jaren. Tijdens een brand in oktober 1964 werd Ricemans in Deal volledig verwoest. Fred Riceman, die dit succesvolle warenhuis had gekocht, besloot de winkel in Deal niet te heropenen en opende in plaats daarvan een nieuw warenhuis in Canterbury.
Ricemans grensde aan het winkelcentrum Whitefriars, was maar liefst zeven verdiepingen hoog en had de grootste speelgoedafdeling van Canterbury. Het was ook een van de grootste warenhuizen in Canterbury, waar een breed scala aan modeaccessoires, schoenen, kleding, speelgoed en huishoudelijke en tuinartikelen werd verkocht. Ricemans in Canterbury werd in 1986 onderdeel van de Fenwick Group. 
In 2003 werd Ricemans gesloten en gesloopt als onderdeel van een grote herontwikkeling in de stad en de daaropvolgende herbouw van het Whitefriars Shopping Centre. Ricemans werd vervangen door een nieuw warenhuis onder de naam Fenwick.